# Semenoviana
Semenoviana is een geslacht van rechtvleugeligen uit de familie sabelsprinkhanen (Tettigoniidae). De wetenschappelijke naam van dit geslacht is voor het eerst geldig gepubliceerd in 1941 door Zeuner.

## Soorten
Het geslacht Semenoviana omvat de volgende soorten:
- Semenoviana afghana Ramme, 1939
- Semenoviana plotnikovi Uvarov, 1914
- Semenoviana similis Tarbinsky, 1930
- Semenoviana tadzhika Bey-Bienko, 1933
- Semenoviana tamerlana Saussure, 1874
- Semenoviana tricarinata Tarbinsky, 1930